# Weisiodon
Weisiodon là một chi rêu trong họ Pottiaceae.